# Top Gun: Maverick
Top Gun: Maverick (bra/prt: Top Gun: Maverick) é um filme estadunidense de 2022 dos gêneros ação, aventura e drama, dirigido por Joseph Kosinski; com roteiro de Peter Craig, Justin Marks, Ashley Edward Miller e Zack Stentz, sendo a sequência de Top Gun, de 1986. Tom Cruise reprisa seu papel principal como o aviador naval Pete 'Maverick' Mitchell. Também é estrelado por Miles Teller, Jennifer Connelly, Jon Hamm, Glen Powell, Monica Barbaro, Ed Harris e Val Kilmer,este último reprisando seu papel como Tom 'Iceman' Kazanski. A história envolve Maverick confrontando seu passado enquanto treina um grupo de jovens graduados na Escola Aeronáutica Top Gun, incluindo o filho de seu falecido melhor amigo, para uma missão perigosa.
O desenvolvimento de uma sequência de Top Gun foi anunciado em 2010 pela Paramount Pictures. Tom Cruise, juntamente com o produtor Jerry Bruckheimer e o diretor do primeiro filme Tony Scott, foram convidados a retornar; mas o projeto parou quando Scott morreu no final de 2012, enquanto o rascunho do filme estava ainda sendo escrito. Top Gun: Maverick foi mais tarde dedicado à memória de Scott. A produção foi retomada em 2017, depois que Kosinski foi contratado para dirigir. A fotografia principal, que envolveu o uso de câmeras full-frame 6K com certificação IMAX, ocorreu de maio de 2018 a abril de 2019 na Califórnia, Washington e Maryland. Foi inicialmente programado para ser lançado em 12 de julho de 2019, mas foi adiado várias vezes devido às suas complexas sequências de ação e posteriormente devido à pandemia de COVID-19. Durante a pandemia, várias empresas de streaming tentaram comprar os direitos de streaming do filme, mas todas as ofertas foram recusadas por ordem de Cruise, que insistiu que o filme fosse lançado exclusivamente nos cinemas.
Top Gun: Maverick foi lançado nos cinemas pela Paramount Pictures nos Estados Unidos em 27 de maio de 2022. O filme recebeu aclamação universal da crítica, com muitos chamando-o de melhor que o original. Ganhou o prêmio de Melhor Filme do National Board of Review e também foi eleito um dos dez melhores filmes de 2022 pelo American Film Institute. Top Gun: Maverick foi indicado em seis categorias no 95º Oscar (incluindo Melhor Filme), ganhando Melhor Som e recebendo vários outros prêmios. O filme arrecadou 1,496 bilhão de dólares em todo o mundo, tornando-se o segundo filme de maior bilheteria de 2022 (atrás apenas de Avatar: O Caminho da Água) e o de maior bilheteria da carreira de Cruise.

## Enredo
Mais de 30 anos após se formar na Top Gun, o Capitão da Marinha dos Estados Unidos, Pete "Maverick" Mitchell, se tornou um ousado piloto de testes. Apesar de muitas conquistas, ele se recusa a subir de patente devido á sua constante insubordinação e para continuar fazendo o que mais ama: voar. Seu amigo e ex-rival da Top Gun, o Almirante Tom "Iceman" Kazansky, agora comandante da Frota do Pacífico dos Estados Unidos, frequentemente protege Maverick. O Contra-Almirante Chester "Hammer" Cain planeja cancelar o programa experimental do jato hipersônico "Darkstar" de Maverick em favor do financiamento de drones automatizados. Para salvar o programa, Maverick altera de última hora a velocidade alvo para o teste daquele dia de Mach 9 para a especificação final do contrato de Mach 10. O protótipo atinge Mach 10 com sucesso, porém é destruído quando não consegue resistir á intensa velocidade. Iceman novamente salva a carreira de Maverick, enviando-o para a escola Top Gun na Base Aeronaval de North Island para sua próxima missão, mas Hammer diz a Maverick que a era dos caças tripulados logo terminará.
A Marinha foi encarregada de destruir uma usina de enriquecimento de urânio não sancionada, localizada em um bunker subterrâneo no final de um desfiladeiro, antes que se torne operacional. A base é defendida por mísseis terra-ar, bloqueadores de GPS e caças Su-57 de quinta geração, bem como antigos F-14 Tomcats. Maverick elabora um plano utilizando dois pares de caças F-18 armados com bombas guiadas a laser para destruir o alvo; mas em vez de participar do ataque, ele deve treinar um grupo de graduados de elite da Top Gun reunidos pelo Vice-Almirante Beau "Cyclone" Simpson.
Maverick realiza voos de combate simulados contra seus céticos alunos e vence todas as disputas, conquistando o respeito de todos. Os tenentes Jake "Hangman" Seresin e Bradley "Rooster" Bradshaw (filho do falecido melhor amigo e navegador de Maverick, Nick "Goose" Bradshaw), se tornam rivais durante o treinamento e se enfrentam constantemente. Maverick se reúne com sua ex-namorada Penny Benjamin, a quem revela que prometeu à mãe de Rooster que este não se tornaria piloto após a morte de Goose durante uma missão anos antes. Rooster, sem saber da promessa, possui raiva de Maverick por negar sua inscrição na Academia Naval, impedindo sua carreira militar, e o culpa pela morte de seu pai. Maverick reluta em interferir ainda mais na carreira de Rooster, mas ao mesmo tempo está extremamente preocupado em enviá-lo na perigosa missão. Ele conta suas dúvidas para Iceman, que adquiriu um câncer terminal na garganta. Iceman o aconselha a deixar o passado para trás e garante a ele que tanto a Marinha quanto Rooster precisam de Maverick.
Iceman morre pouco depois, e Cyclone remove Maverick como instrutor após um incidente de treinamento no qual o F-18 da tenente Natasha "Phoenix" Trace é destruído quase causando sua morte. Cyclone diminui os parâmetros da missão, tornando-os mais fáceis de executar, mas tornando a fuga da base muito mais difícil. Durante as instruções de Cyclone, Maverick realiza um voo não autorizado pelo percurso de testes com seus parâmetros anteriores, provando que a missão pode ser bem-sucedida. Após isso, Cyclone relutantemente nomeia Maverick como líder da equipe.
Maverick pilota o F-18 líder, acompanhado por Phoenix e seu navegador, o tenente Robert "Bob" Floyd. Rooster lidera o segundo par de ataque, que inclui o tenente Reuben "Payback" Fitch e o tenente-navegador Mickey "Fanboy" Garcia. Os quatro jatos são lançados de um porta-aviões enquanto mísseis de cruzeiro Tomahawk destroem a base aérea próxima conforme eles se aproximam. As equipes destroem a usina com sucesso, mas os mísseis terra-ar abrem fogo durante a fuga, conforme previsto. Rooster fica sem contramedidas e Maverick sacrifica seu avião para protegê-lo, caindo no vale abaixo. Acreditando que Maverick está morto, os pilotos recebem ordens de voltar ao porta-aviões, mas Rooster retorna para descobrir que Maverick ejetou e está sendo alvo de um helicóptero de ataque Mi-24. Depois de destruir o atacante, Rooster é abatido por um míssil terra-ar e ejeta. Os dois se encontram e roubam um antigo F-14 da base aérea danificada. Maverick e Rooster destroem dois interceptadores Su-57, mas um terceiro ataca quando eles ficam sem munição e contramedidas. Prestes a serem destruídos, Hangman chega inesperadamente a tempo de derrubar o adversário e os dois caças retornam ao porta-aviões em segurança.
Mais tarde, Rooster ajuda Maverick a trabalhar em seu P-51 Mustang. Rooster olha para uma foto do sucesso de sua missão, fixada ao lado de uma foto de seu falecido pai e um jovem Maverick, enquanto Penny e Maverick voam no P-51.

## Elenco
- Tom Cruise como Capitão Pete "Maverick" Mitchell
- Miles Teller como Tenente Bradley “Rooster” Bradshaw
- Jennifer Connelly como Penelope "Penny" Benjamin
- Jon Hamm como Tenente Beau "Cyclone" Simpson
- Glen Powell como Tenente Jake "Hangman" Seresin
- Ed Harris como Contra-Almirante Chester "Hammer" Cain
- Val Kilmer como Almirante Tom "Iceman" Kazansky
- Monica Barbaro como Tenente Natasha "Phoenix" Trace
- Lewis Pullman como Tenente Robert "Bob" Floyd
- Charles Parnell como Contra-Almirante Solomon "Warlock" Bates
- Bashir Salahuddin como Subtenente Bernie "Hondo" Coleman
- Jay Ellis como Tenente Reuben "Payback" Fitch
- Danny Ramirez como Tenente Mickey "Fanboy" Garcia
- Greg Tarzan Davis como Tenente Javy "Coyote" Machado
- Lyliana Wray como Amelia Benjamin, filha de Penny

Além disso, Anthony Edwards , Meg Ryan, assim como Aaron e Adam Weis aparecem como a família Bradshaw em imagens de flashbacks de Top Gun , juntamente com Kelly McGillis como Charlotte "Charlie" Blackwood.

## Produção

### Desenvolvimento
O desenvolvimento do filme começou em 2010, quando a Paramount Pictures fez uma oferta à Jerry Bruckheimer e Tony Scott para fazer uma continuação de Top Gun. Christopher McQuarrie também tinha recebido uma oferta para escrever a continuação do roteiro, que, segundo rumores e boatos, teria a personagem de Tom Cruise, Maverick, em um papel menor. Em última análise, Peter Craig, Justin Marks, que descreveu o filme como "um projeto de sonho", Ashley Edward Miller e Zack Stentz seriam creditados como os roteiristas sobre o projeto.
Quando perguntado sobre a sua ideia para um novo filme Top Gun, Scott respondeu: "Esse mundo me fascinou, porque é tão diferente do que era originalmente. Mas eu não quero fazer um remake. Eu não quero fazer uma reinvenção. Eu quero fazer um novo filme." O filme terá como foco o fim da era do dogfight e o papel dos drones na guerra aérea moderna e que o personagem de Cruise, Maverick, vai pilotar um F/A-18 Super Hornet.
Depois do suicídio de Scott, a sequência do futuro filme permaneceu em questão. No entanto, o produtor Jerry Bruckheimer mostrou-se comprometido com o projeto, especialmente com o interesse de Cruise e Kilmer.
Em junho de 2017, Cruise revelou que o título seria Top Gun: Maverick, com Harold Faltermeyer retornando como compositor para a sequência. Cruise afirmou ainda que, "Aviadores estão de volta, a necessidade de velocidade. Vamos ter grandes e rápidas máquinas. Vai ser uma competição de cinema, como o primeiro...mas uma progressão para o Maverick." Depois, no mesmo mês, foi confirmado que o filme seria dirigido por Joseph Kosinski, enquanto nenhum título foi confirmado oficialmente.
O cantor Kenny Loggins confirmou que sua icônica canção "Danger Zone", estará no filme.
Em 29 de agosto, a Paramount Pictures adiou o lançamento do filme em quase um ano. Antes, o filme era previsto para 12 de julho de 2019, mas, agora, o filme chegará nos cinemas somente em 26 de junho de 2020. A justificativa para a revisão na data de lançamento do filme, é para que "suas complexas sequências de ação e pilotagem possam ser melhor trabalhadas e aperfeiçoadas".

### Chamada do elenco
Val Kilmer fez campanha na sua página de rede social dizendo que gostaria de reprisar seu papel no filme e, em Junho de 2018, o site The Wrap relatou que ele aparecerá no filme.
Em julho de 2018, Miles Teller foi escalado para o papel de filho de Goose, superando Nicholas Hoult e, mais significativamente, Glen Powell. Todos os três foram levados para a casa de Tom Cruise, a estrela do filme, para os testes químicos. Mais tarde naquele mês, Jennifer Connelly se juntou ao elenco do filme para interpretar uma mãe solteira, dirigindo um bar local perto da base da Marinha. Em Agosto de 2018, Powell se juntou ao elenco do filme em um papel reforçado para ele, depois de ter impressionado a estrela Tom Cruise, o produtor Jerry Bruckheimer, bem como os executivos da Paramount Pictures e Skydance, com suas audições.
Em 22 de agosto de 2018, de acordo com a revista online estadunidense Deadline, Ed Harris, Jon Hamm e Lewis Pullman se juntaram ao elenco do filme, grandes nomes do mundo cinematográfico.

### Filmagens
As filmagens e a produção do filme começaram, oficialmente, em 30 de maio de 2018, em San Diego, Califórnia.
Com o adiamento do filme para junho de 2020, as filmagens também foram adiadas. Mas de acordo com The San Diego Union-Tribute, as filmagens da sequência do filme devem continuar no final do mês de Setembro em San Diego, Califórnia, e seguir nessa mesma cidade também pelo mês de Outubro.

## Trilha sonora
O compositor Faltermeyer voltou a combinar para a sequência com Hans Zimmer, Lorne Balfe e Lady Gaga também juntando-se ao filme mais posteriormente. O músico Kenny Loggins confirmou que sua música "Danger Zone" (1986), inclusa na trilha sonora do primeiro filme, seria apresentada na sequência. Em 27 de abril de 2022, Gaga anunciou que havia escrito e gravado a música "Hold My Hand" (2022), que serviria como música-tema do filme. A música, lançada como single em 3 de maio de 2022, foi co-escrita com Benjamin Rice e BloodPop. Outro single, "I Ain't Worried" de OneRepublic, foi lançado em 13 de maio. O álbum da trilha sonora será lançado em 27 de maio de 2022 pela Interscope Records.

## Lançamento
Top Gun: Maverick foi lançado nos cinemas dos Estados Unidos em 27 de maio de 2022, pela Paramount Pictures. Foi originalmente agendado para ser lançado em 12 de julho de 2019. Em agosto de 2018, foi adiado para 26 de junho de 2020, para "permitir que a produção elabore todas as sequências de voo complexas". Em 2 de março de 2020, a Paramount adiantou o filme dois dias antes para 24 de junho de 2020. Em 2 de abril de 2020, foi adiado para 23 de dezembro devido à pandemia de COVID-19. Em 23 de julho de 2020, o filme foi adiado novamente para 2 de julho de 2021, parcialmente devido a conflitos de agendamento com Cruise, bem como os recentes adiamentos de Mulan e Tenet devido ao aumento de casos de COVID-19 na época. Em abril de 2021, o filme foi adiado novamente para 19 de novembro de 2021. Em 1º de setembro de 2021, o filme foi adiado mais uma vez, desta vez para 27 de maio de 2022. Em Portugal e no Brasil, o filme foi lançado em 26 de maio de 2022.
O filme estreou na CinemaCon em 28 de abril de 2022. Uma estreia global foi realizada em um porta-aviões aposentado em San Diego, Califórnia, em 4 de maio. Ele também teve uma exibição no Festival de Cinema de Cannes em 18 de maio. A estreia em Cannes incluiu uma homenagem a Cruise e sua carreira. A Netflix e a Apple TV+ tentaram comprar os direitos de distribuição do filme, mas a Paramount se recusou a vendê-los.

## Recepção
No agregador de críticas Rotten Tomatoes, que categoriza as opiniões apenas como positivas ou negativas, o filme tem um índice de aprovação de 96% calculado com base em 459 comentários dos críticos. Por comparação, com as mesmas opiniões sendo calculadas usando uma média aritmética ponderada, a nota é 8,2/10 que é seguida do consenso: "Top Gun: Maverick realiza um feito ainda mais complicado do que um mergulho invertido 4G, entregando uma sequência muito atrasada que supera seu antecessor em um estilo extremamente divertido". Já no agregador Metacritic, que calcula as notas usando somente uma média aritmética ponderada a partir das avaliações de 63 críticos que escrevem em maioria para a imprensa tradicional, o filme tem uma pontuação de 78 entre 100, com a indicação de "revisões geralmente favoráveis".

## Bilheteria
A sequência de 1986 estreou no dia 27 de maio de 2022 nos Estados Unidos, arrecadando ótimos 126 milhões de dólares nos primeiros três dias, ficando atrás de Doutor Estranho no Multiverso da Loucura (187 milhões de dólares),  Jurassic World - Domínio (145 milhões de dólares), Thor: Amor e Trovão (144 milhões de dólares) e  The Batman (134 milhões de dólares). Até o momento, Top Gun: Maverick arrecadou na América do Norte 718 milhões de dólares sendo a maior bilheteria doméstica do ano de 2022. Em outros países o filme arrecadou 770 milhões de dólares, somando ao todo 1,488 bilhão de dólares sendo o segundo filme de maior bilheteria de 2022 e 12.º filme de maior bilheteria da história (até 2022).
Top Gun: Maverick passou a barreira de um bilhão de dólares mundialmente, o 50.° filme no geral a fazê-lo, o segundo depois da pandemia após Spider-Man: No Way Home, e o primeiro na carreira de Tom Cruise. Em 28 de agosto, Top Gun: Maverick tornou-se o 11.º filme na lista de filmes de maior bilheteria mundial.

## Futuro
Em maio de 2022, Miles Teller revelou que sugeriu uma sequência à Paramount Pictures, a qual seria provisoriamente intitulada Top Gun: Rooster e centrada em seu personagem. Em julho do mesmo ano, ele afirmou que estava mantendo discussões contínuas com Tom Cruise sobre uma sequência. Em janeiro de 2024, foi relatado que uma sequência estava em desenvolvimento.